# Раковець (Золотниківська сільська громада)
Ракове́ць — село в Україні, у Золотниківській сільській громаді Тернопільського району Тернопільської області. До вересня 2015 підпорядковане Соснівській сільській раді. Від вересня 2015 року ввійшло у склад Золотниківської сільської громади. До Раковця приєднано хутір Козубський. Розташоване у південній частині району, на річці Стрипа.
Населення — 255 осіб (2007).

## Історія
Згадується село 7 травня 1438 року в книгах галицького суду.
Перша письмова згадка про Раковець датована 1472 р. Назва села Раковець походить за легендою, від наявності великої кількості раків, що розвелися у повільній воді Стрипи. У давні часи місцеві мешканці виловлювали раків на продаж.
1857 р. в селі проживало 625 мешканців.
Перша школа в селі Раковець була збудована 1863 р. з глини, а друга – чотирикласна, вимурована з цегли у 1904 р. 1982 р. школа була закрита як безперспективна, а учні були переведені до школи села Соснів. 1880 р. велика земельна власність належала народовому закладові Оссолінських у Львові.
Діяли товариства «Просвіта», «Рідна школа», кооператива.
У жовтні–листопаді 1915 р. точилися бої Леґіону Українських Січових Стрільців з російською армією між селами Раковець і Семиківці. У селі загинули стрільці Мартин Іква (1 листопада 1915 р.) та Василь Олійник (10 листопада 1915 р.); поранень зазнали Михайло Кожух і Степан Мазур.
1 серпня 1934 р. внаслідок адміністративної реформи село включене до новоствореної у Підгаєцькому повіті об'єднаної сільської гміни Семиківці.
4 липня 1941 підрозділ Червоної армії вбив у селі 2-х юнаків, які підняли український синьо-жовтий прапор.
12 червня 2020 року, відповідно до розпорядження Кабінету Міністрів України № 724-р «Про визначення адміністративних центрів та затвердження територій територіальних громад Тернопільської області» увійшло до складу Золотниківської сільської громади.
19 липня 2020 року, в результаті адміністративно-територіальної реформи та ліквідації Теребовлянського району, село увійшло до складу Тернопільського району.

## Політика

### Парламентські вибори, 2019
На позачергових парламентських виборах 2019 року у селі функціонувала окрема виборча дільниця № 610870, розташована у приміщенні клубу.
Результати
- зареєстровано 157 виборців, явка 68,15%, найбільше голосів віддано за Всеукраїнське об'єднання «Батьківщина» — 23,08%, за «Слугу народу» — 20,19%, за «Європейську Солідарність» — 13,46%.[5] В одномандатному окрузі найбільше голосів отримали Микола Люшняк (самовисування) і Ігор Сопель (Слуга народу) — по 19,63%, за Володимира Бліхаря (Всеукраїнське об'єднання «Батьківщина») і Романа Василіцького (Об'єднання «Самопоміч») — по 15,89%[6].

## Населення

### Мова
Розподіл населення за рідною мовою за даними перепису 2001 року:
| Мова       | Кількість | Відсоток |
| ---------- | --------- | -------- |
| українська | 285       | 100%     |

## Пам'ятки
Насипано символічну могилу воякам УПА (1992).

## Соціальна сфера
Працюють клуб, бібліотека, ФАП, торговельний заклад.

## Відомі люди

### Народилися
- журналіст, діяч культури Б. Бідяк.

## Галерея

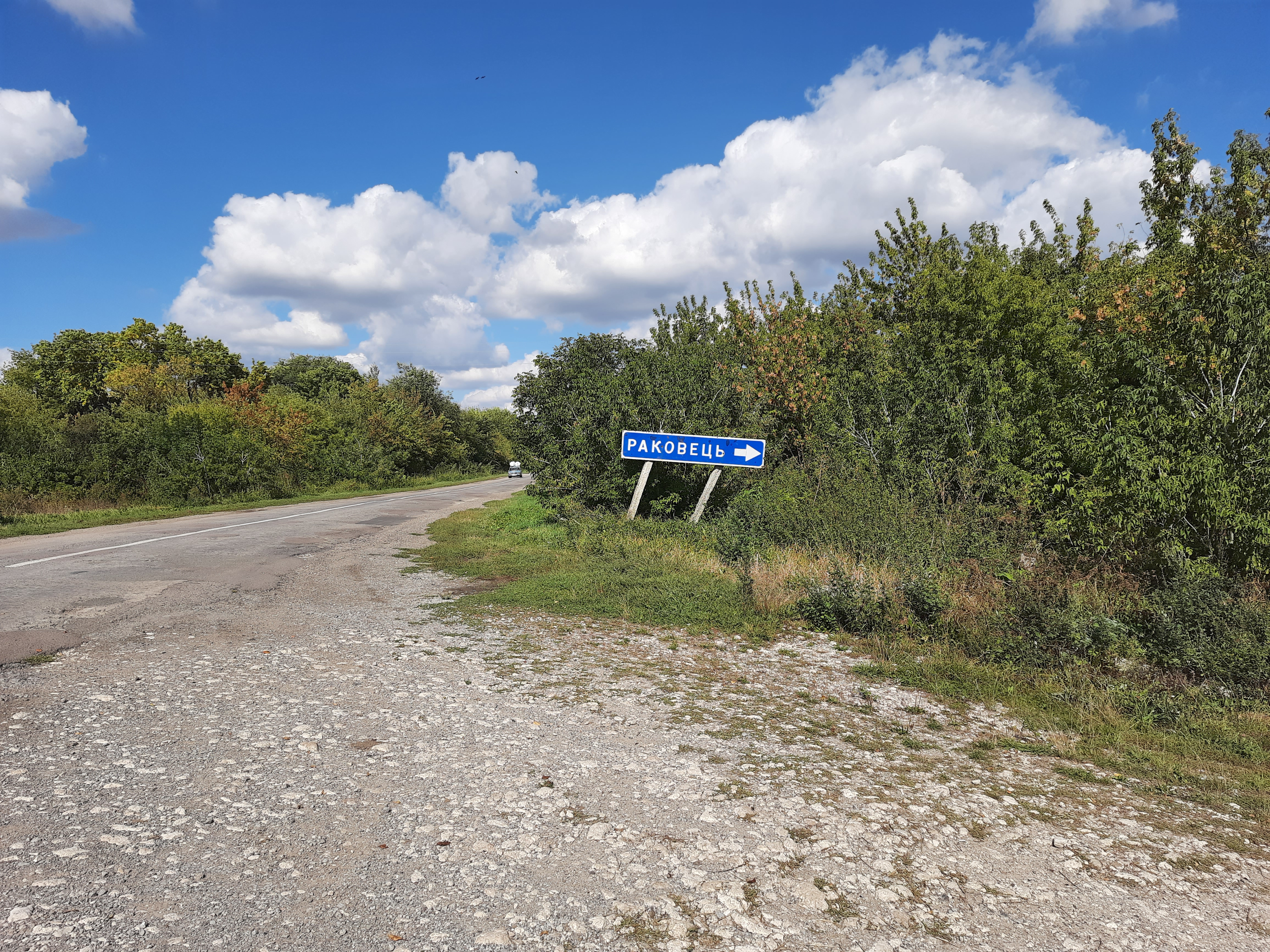
Дорожній знак при повороті на село
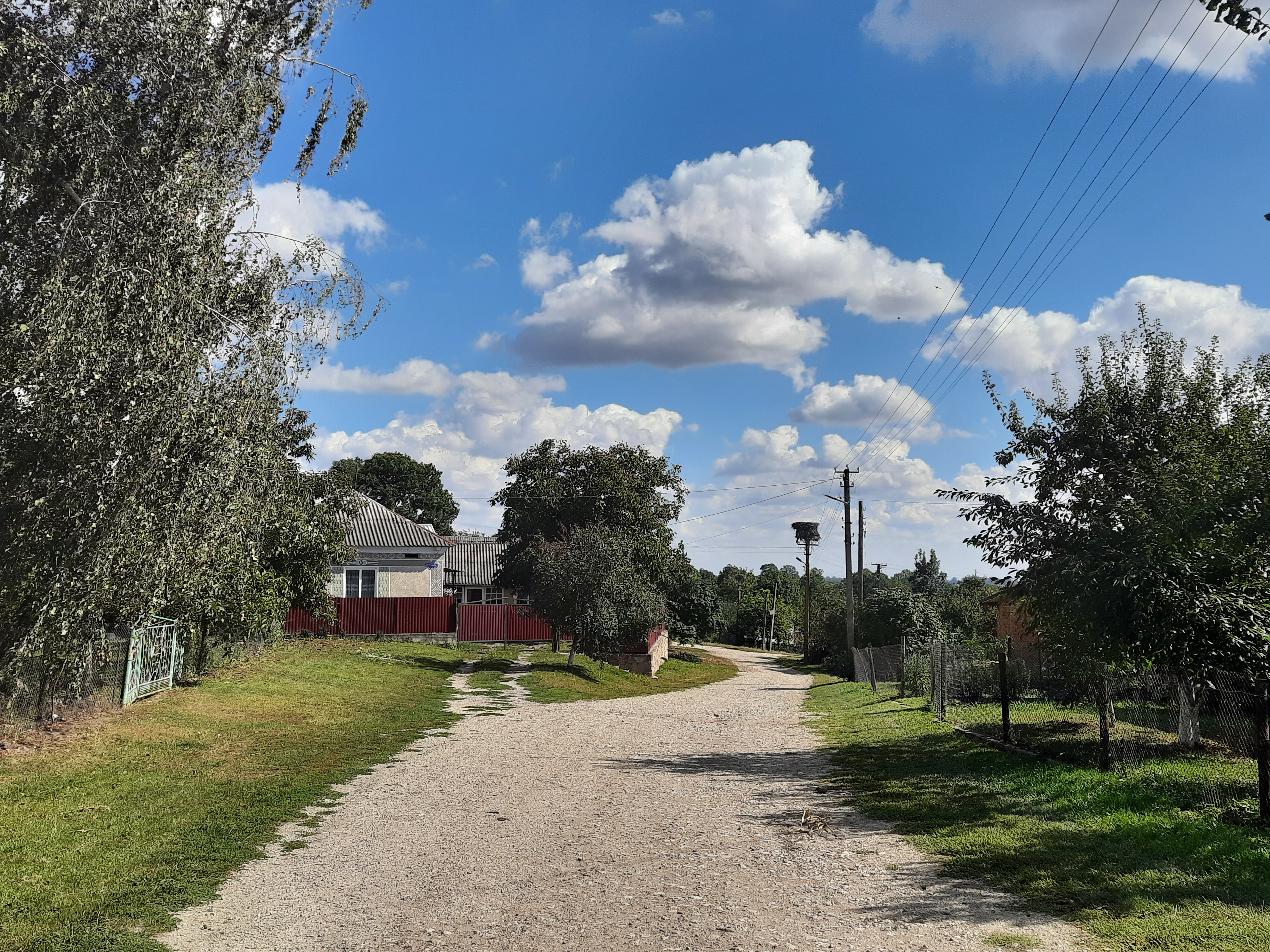
Сільська вулиця
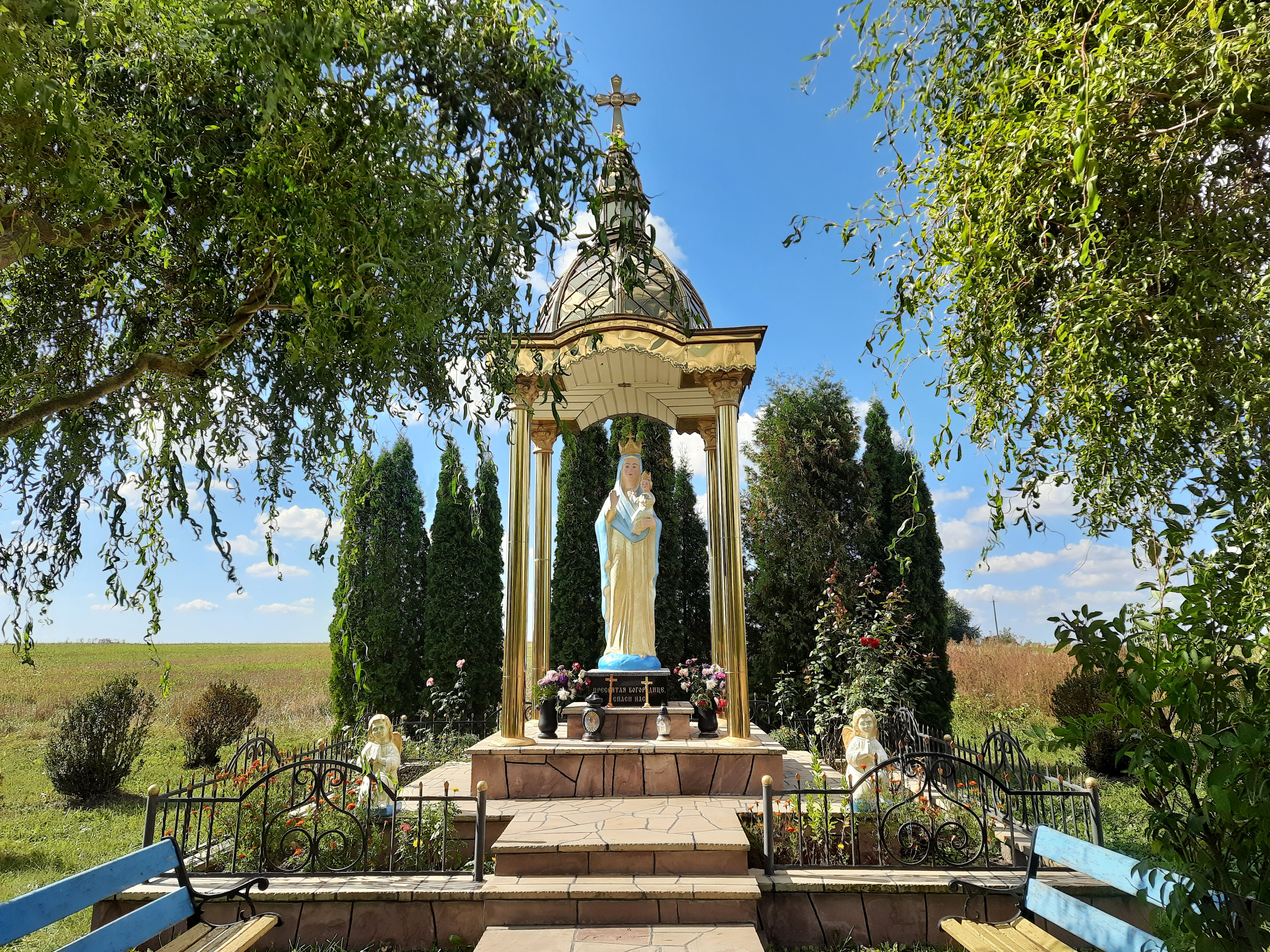
Статуя Божої Матері
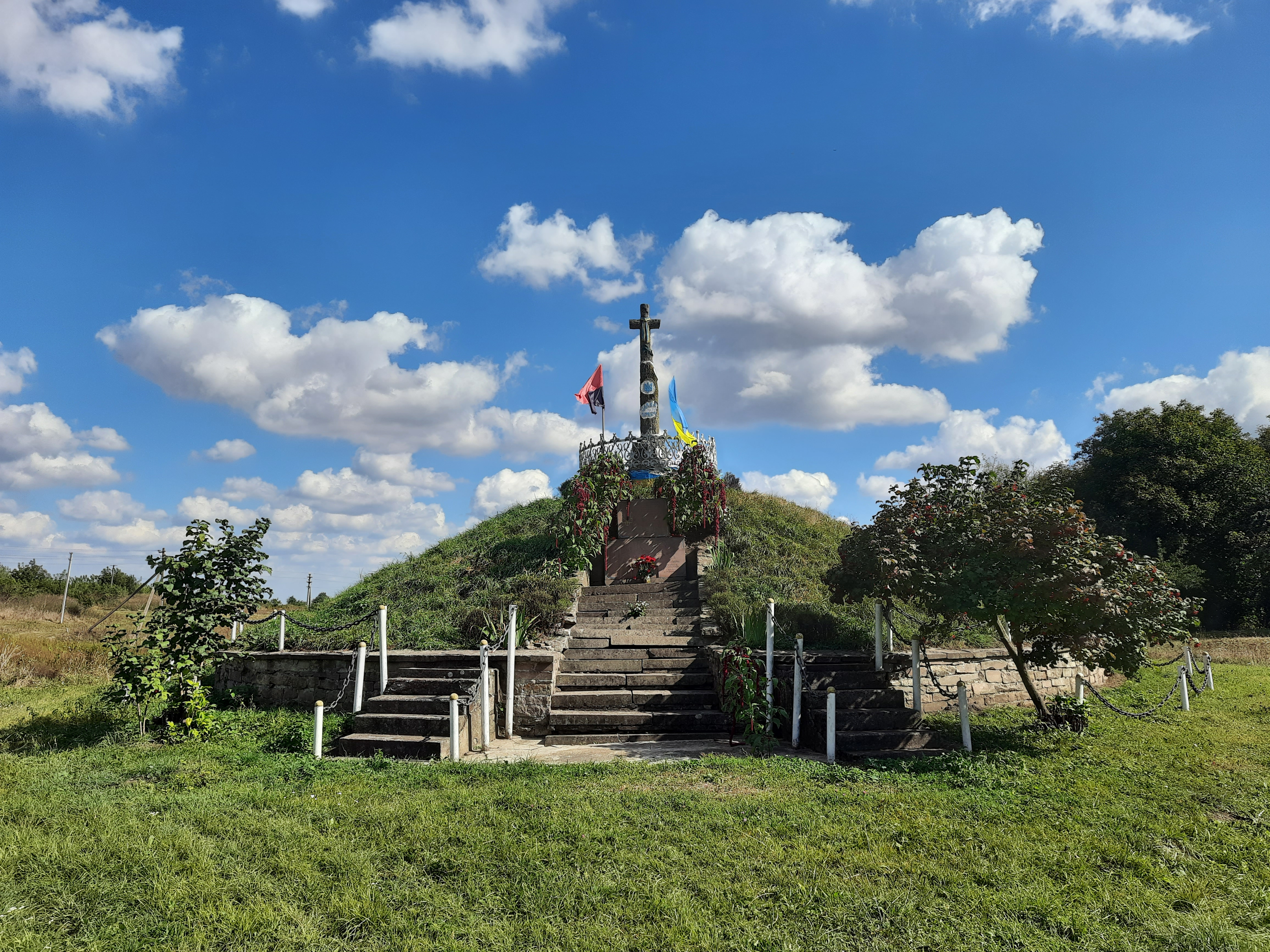
Символічна могила воякам УПА
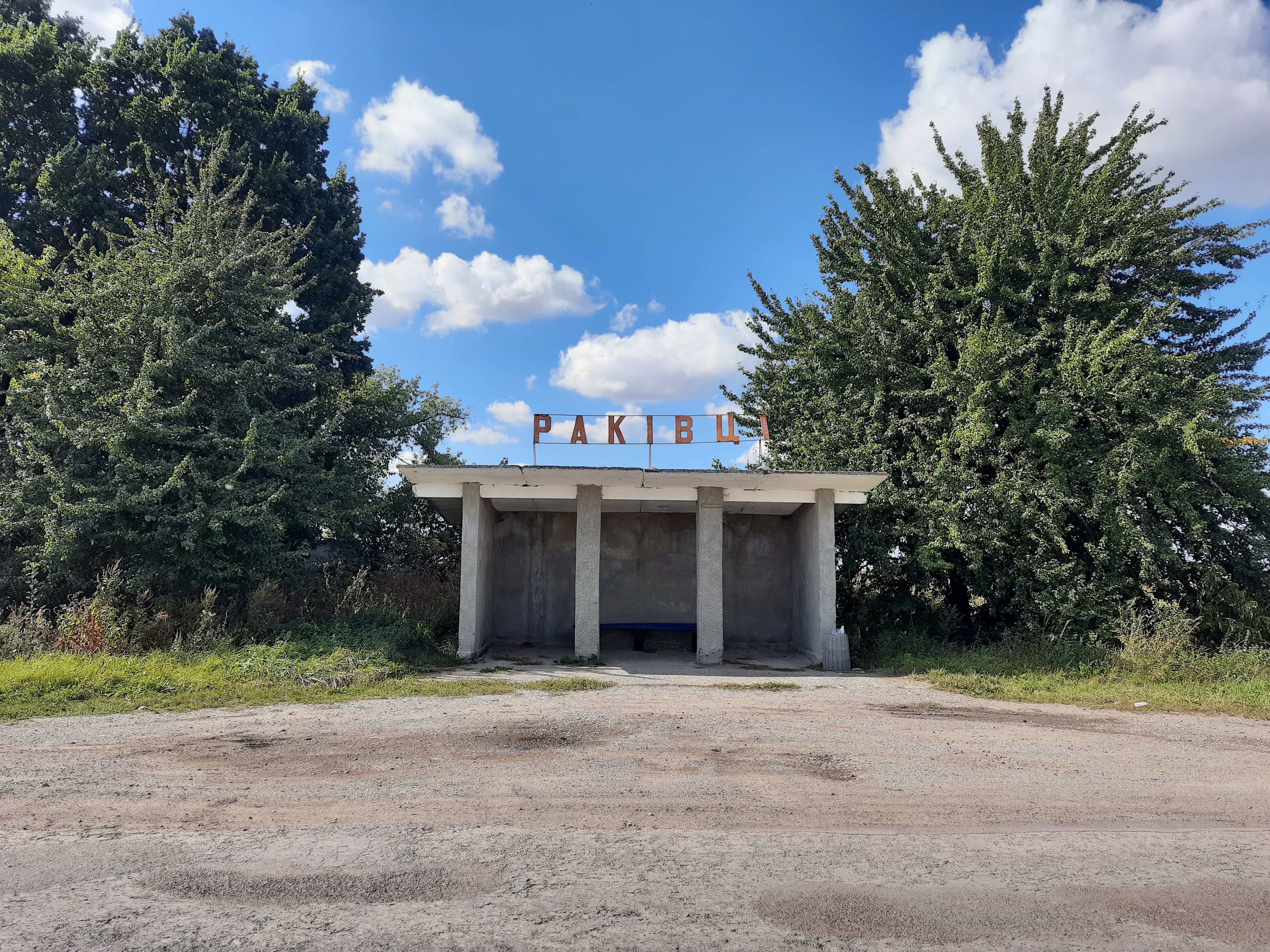
Автобусна зупинка